# П'яновицька сільська рада
П'яновицька сільська рада — орган місцевого самоврядування у Самбірському районі Львівської області. Адміністративний центр — село П'яновичі.

## Загальні відомості
П'яновицька сільська рада утворена в лютому 1940 року. Територією ради протікає річка Стрв'яж.

## Населені пункти
Сільській раді підпорядковані населені пункти:
- с. П'яновичі
- с. Лановичі
- с. Максимовичі
- с. Тарава

## Склад ради
Рада складається з 16 депутатів та голови.

### Керівний склад попередніх скликань
| ПІБ                         | Основні відомості                                                             | Дата обрання | Дата звільнення |
| --------------------------- | ----------------------------------------------------------------------------- | ------------ | --------------- |
| Ілів Микола Михайлович      | Сільський голова, 1957 року народження, безпартійний                          | 26.03.2006   | 31.10.2010      |
| Мотренко Володимир Іванович | Сільський голова, 1962 року народження, освіта незакінчена вища, безпартійний | 31.10.2010   |                 |

Примітка: таблиця складена за даними джерела